# 健康コーポレーション
健康コーポレーション株式会社（けんこうコーポレーション、英: Kenkou Corporation, Inc.）は、化粧品、美容機器、健康食品やダイエット食品の販売などを行う日本の企業。RIZAPグループ株式会社の完全子会社。
現在の法人は4代目であり、2016年7月1日に3代目の健康コーポレーション株式会社（現・RIZAPグループ株式会社）の純粋持株会社化に伴い新設された事業会社である。本項では初代から3代目の健康コーポレーション株式会社についても述べる。
2007年7月に乳製品メーカーの弘乳舎を子会社化し、乳製品事業にも参入したが、2013年9月にはアスラポート・ダイニングに譲渡した。

## 沿革

### 初代・2代・3代（初代と3代は現・RIZAPグループ株式会社）
- 2003年4月 - 東京都中野区に「健康コーポレーション株式会社」を設立[4] 。
- 2005年1月 - 本社を東京都中野区東中野二丁目に移転。
- 2006年
  - 5月 - 札幌証券取引所アンビシャスに上場[5]。
  - 6月 - 本社を東京都中野区中央二丁目の現在地に移転[6]。
- 2007年
  - 1月 - 「株式会社ジャパンギャルズ」を子会社化[7]。
  - 3月 - 「システムパーツ株式会社」を子会社化[8]。
  - 7月 - 「株式会社弘乳舎」を子会社化[9]。
  - 9月 - 持株会社に移行し、商号を「健康ホールディングス株式会社」に変更。同時に「健康コーポレーション株式会社」（2代）を設立し、全事業を譲渡[10]。
- 2012年
  - 1月 - 子会社であった「健康コーポレーション株式会社」を吸収合併し、商号を「健康コーポレーション株式会社」（3代）に変更[11]。
  - 4月 - 子会社の株式会社弘乳舎とシステムパーツ株式会社が合併（存続会社：(株)弘乳舎）[12]。
  - 4月 - 「株式会社エンジェリーベ」を子会社化[12]。
- 2013年
  - 8月 - 「日本リレント化粧品株式会社」を子会社化（2014年2月に株式会社イデアインターナショナルに合併）[12]。
  - 9月 - 株式会社弘乳舎の全株式を譲渡[12]。
  - 9月 - 「株式会社イデアインターナショナル」を子会社化[12]。
- 2014年
  - 1月 - 株式会社ゲオディノス（現・SDエンターテイメント株式会社）を子会社化[13]。
  - 4月 - 株式会社DropWave（現・株式会社Xio）を子会社化[14]。
  - 5月 - 株式会社アンティローザを子会社化[15]。
  - 12月 - 株式会社エーエーディを子会社化[16]。
- 2015年3月 - 夢展望株式会社を子会社化[17]。
- 2016年
  - 4月 - 株式会社日本文芸社を子会社化[18]。ヨンドシーホールディングスの子会社であった株式会社三鈴を子会社化[19]。
  - 5月 - 株式会社パスポートを子会社化[20]。
  - 7月 - 事業部門を「健康コーポレーション株式会社」（4代）に新設分割した上で、社名を「RIZAPグループ株式会社」に変更[21]。

### 4代（現法人）
- 2016年7月 - 「健康コーポレーション株式会社」（3代）から事業部門を継承し、設立。